# أمين سيدي بومدين
أمين سيدي بومدين (مواليد 5 مارس 1982) مخرج فرنسي جزائري. اشتهر بإخراجه للفيلم القصير «الجزيرة»، والفيلم الطويل أبو ليلى. 

## الحياة الشخصية
ولد في 5 مارس 1982 في باريس، فرنسا.  ومع ذلك، فقد نشأ لاحقًا في الجزائر العاصمة.  عاد إلى فرنسا ودرس الكيمياء بعد حصوله على البكالوريا. 

## مساره
حصل على شهادة في الإخراج السينمائي من المعهد الحر للسينما الفرنسية (CLCF) في باريس عام 2005.  ثم أخرج أول فيلم قصير له غدا الجزائر؟ في عام 2011.   تم اختيار الفيلم في عدة مهرجانات سينمائية دولية. ثم أخرج فيلمه القصير الثاني «الجزيرة»، والذي تم تصويره في الجزائر العاصمة في يوليو 2012.  فاز بجائزة أفضل فيلم عربي في مهرجان أبوظبي السينمائي.  
في عام 2014، أخرج مسلسله القصير (Serial K). عُرض الفيلم في أيام بجاية السينمائية. بعد سلسلة من الأفلام القصيرة الناجحة، قدم أول فيلم طويل له، أبو ليلى.  تم تصويره بالكامل في وطنه الجزائر. تم عرض الفيلم في دور العرض بتاريخ 15 يوليو 2020.  اختير أيضًا ليتم عرضه في قسم أسبوع النقاد الدولي في مهرجان كان السينمائي 2019 .  في نوفمبر 2019، فاز الفيلم بجائزة أفضل فيلم لأول مرة لمخرج في الدورة 50 لمهرجان الفيلم الدولي الهندي. 

## أعماله
| السنة | الفيلم       | الوظيفة                     | النوع     | المرجع |
| ----- | ------------ | --------------------------- | --------- | ------ |
| 2010  | غدا الجزائر؟ | الإخراج والكتابة والتحرير   | فيلم قصير |        |
| 2012  | الجزيرة      | الإخراج والسيناريو والتحرير | فيلم قصير |        |
| 2014  | Serial K     | الإخراج والكتابة والتحرير   | فيلم قصير |        |
| 2019  | أبو ليلى     | الإخراج والكتابة            | فيلم      |        |

## روابط خارجية
- أمين سيدي بومدين على موقع IMDb (الإنجليزية)
- أمين سيدي بومدين على موقع ألو سيني (الفرنسية)